# Mosby
Mosby är en tidigare tätort i Kristiansands kommun i Agder fylke i södra Norge. Orten ligger vid Sørlandsbanan och älven Otra, där riksväg 9 möter fylkesväg 405, nordväst om staden Kristiansand.
Bebyggelsen i orten räknas numera som en del av tätorten Vennesla.
Tidigare har orten tillhört dåvarande Oddernes kommun.

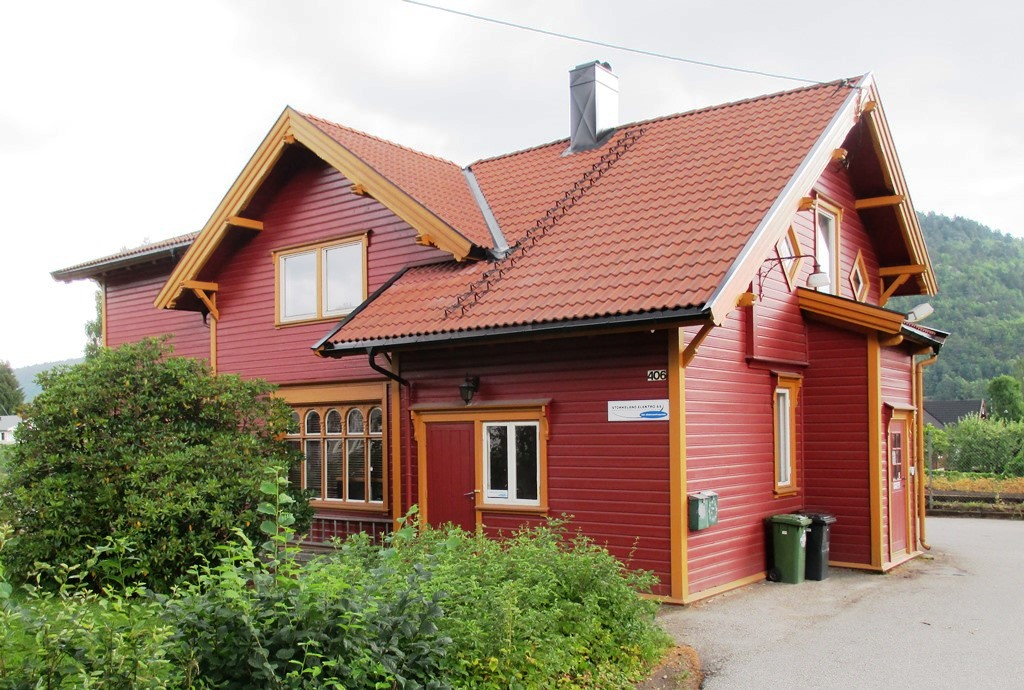
Mosby station.